# Эффнер, Штефани
Штефани Эффнер (нем. Stephanie Aeffner; 29 апреля 1976, Донауэшинген — 14 января 2025) — немецкий политик (Альянс 90/Зелёные), депутат Бундестага с 2021 года.

## Биография
Родилась 29 апреля 1976 года в Донауэшингене.
После окончания средней школы в 1995 году начала изучать медицину в гимназии Фридриха Дессауэра во Франкфурте-на-Майне, но через четыре года была вынуждена прервать обучение по состоянию здоровья. С 1999 года была прикована к инвалидной коляске из-за наследственной болезни мышц. В 2000 году начала изучать социальную педагогику в Гейдельбергском университете прикладных наук, который окончила в 2006 году с квалификацией «социальный педагог».
Работала в университетской больнице Мангейма с 2006 по 2009 год временным ассистентом в амбулаторном сестринском отделении, с 2009 г. менеджером по качеству в хирургическом отделении.
В 2010 году прошла обучение на представителя по качеству/менеджера по качеству в социальной сфере и здравоохранении в Академии экономического и социального управления Рейн-Майн-Неккар. До 2012 года работала в «Интеграционной проектной группе» в городе Эппельхайм.
С мая 2012 года работала в «Центре самостоятельной жизни Штутгарта» (консультационный центр для людей с ограниченными возможностями). С 2016 по 2021 год государственный представитель по делам инвалидов правительства земли Баден-Вюртемберг.
С 2021 года депутат Бундестага. Избрана по списку Партии зелёных.
Умерла 15 января 2025 года в возрасте 48 лет.